# Jedinakovci
Jedinakovci (macedónul: Единаковци) település Észak-Macedóniában, a Pelagonijai körzet Demir Hiszar-i járásában.

## Népesség
| Lakosok száma | 580  | 639  | 588  | 596  | 552  | 475  | 384  | 338  | 228  |
|               | 1948 | 1953 | 1961 | 1971 | 1981 | 1991 | 1994 | 2002 | 2021 |

2002-ben 338 lakosa volt, akik közül 337 macedón és 1 egyéb.